# خانه عطایی
خانه عطایی مربوط به اواخر دوره قاجار است و در اهر، خیابان حزب ا، کوچه سوم خزب ا، پلاک ۲۴ واقع شده و این اثر در تاریخ ۱۶ دی ۱۳۸۷ با شمارهٔ ثبت ۲۴۴۰۰ به‌عنوان یکی از آثار ملی ایران به ثبت رسیده است.